# Бреус, Шалва Петрович

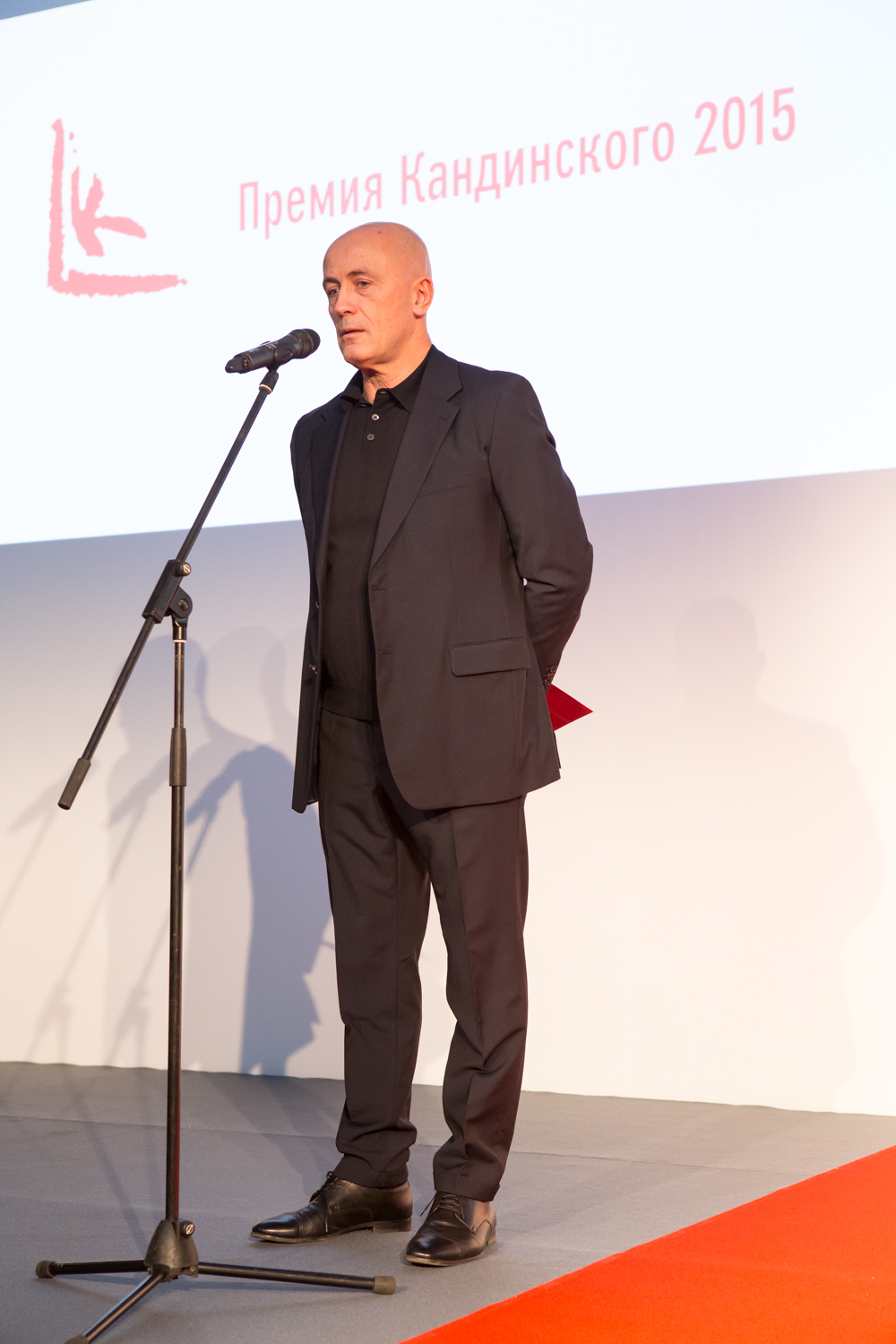
Шалва Бреус

Шалва Петрович Бреус (род. 1 ноября 1957 года, Батуми, Грузинская ССР, СССР) — российский бизнесмен, издатель, председатель совета директоров «Ост Вест Групп», председатель совета директоров ЦБК «Волга». Президент Международного Культурного Фонда BREUS Foundation (ex. фонд АртХроника). Учредитель Премии Кандинского.

## Биография
Родился 1 ноября 1957 года в Батуми.
Окончил МГУ им. М. В. Ломоносова (экономический факультет). Кандидат исторических наук.
В юности серьёзно занимался водным поло, став чемпионом СССР и мастером спорта международного класса.
В 1982—1989 гг. — аспирант и младший научный сотрудник Института востоковедения АН СССР.
С 1989 года — заместитель генерального директора советско-австрийского СП «Текоп».
С 1991 года возглавлял советско-германское СП «Маркетинг XXI».
В 1992—1993 гг. — заместитель генерального директора АО «Траст», позже — президент фирмы «Биарос».
В 1994—1995 гг. — ведущий программ на телеканале «TV6 Москва».
С 1995 года по 1998 год — инвестиционный консультант АООТ «ОМПЕКС».
В 1998 году перешёл на государственную службу, заняв пост первого заместителя губернатора Красноярского края Александра Лебедя.
С 2000 по 2003 год — заместитель министра имущественных отношений.
С 2003 года — председатель совета директоров ЦБК «Волга».
Женат, трое детей..

## Арт-проекты
Общественные инициативы в области современного искусства Шалва Бреус обычно осуществляет от имени Международного Культурного Фонда Breus Foundation, созданного в 2007 году (до 2013 года — фонд назывался «АртХроника»)
- С 2006 по 2013 год был издателем журнала об искусстве «Артхроника», в августе 2013 года издание было закрыто.
- В 2007 году инициировал создание премии Кандинского[4] — российской ежегодной национальной премии в области современного искусства.
- В 2012—2017 работал над созданием в здании московского кинотеатра «Ударник» частного музея современного искусства.
- С 2013 года фонд предпринимателя занимается издательской деятельностью.

В рамках программы BREUS publishing изданы:
- научная работа Екатерины Бобринской «Чужие?», о неофициальном советском искусстве;
- серия монографий «Новые классики» о Борисе Орлове, Эрике Булатове, Михаиле Рогинском, Викторе Пивоварове, Виталии Комаре и Александре Меламиде;
- книга Михаила Ямпольского «Живописный гнозис», удостоенная премии Кандинского (2014) в номинации «Научная работа. История и теория современного искусства», о творчестве художника Гриши Брускина;
- исследование Валерия Подороги, лауреата премии Кандинского 2015 года, о режиссёре Сергее Эйзенштейне;

Готовятся к изданию книги серии «Новые классики» об Илье и Эмилии Кабаковых (июнь 2019), Иване Чуйкове (2020), Грише Брускине, Олеге Васильеве, Леониде Сокове, Владимире Янкилевском и др.